# Leitungsverlegung
Leitungsverlegung im Sinne dieses Artikels bedeutet die Art und Ausführung der Verlegung von Kabel- und  Leitungsanlagen bei der Elektroinstallation in Gebäuden.
Die Verlegungen von Kabeln und Leitungen in Gebäuden ist durch Normen, insbesondere der DIN VDE 0100-520:2013-06 und der DIN VDE 0298-4:2013-06 geregelt. Alle zulässigen Arten der Verlegung sind in Tabelle 9 der DIN VDE 0298-4 zusammengefasst und mit den Kennziffern 1 bis 74 versehen. Zur Bestimmung der erforderlichen Druck- und Schlagfestigkeit von Elektro-Installationsrohren sind die wichtigsten Arten der Verlegung in Gebäuden in Tabelle F.52-1 der DIN VDE 0100-520 wie folgt aufgelistet:
- Ungeschützte Montage, umgangssprachlich als „Aufputz-Installation“ bekannt (Leitung, Kabel oder Schutzrohr bleiben sichtbar).
- Unterflurmontage (im oder unter dem Estrich, innerhalb von Dämmschichten oder in Hohlräumen).
- Verlegt in Beton.
- Verlegt in Hohlwand oder Holzwand (in brennbaren Materialien).
- Verlegt in oder unter Putz, umgangssprachlich als „Unterputz-Verlegung“ bekannt.
- Verlegt in baulichen Hohlräumen.
- Verlegt in abgehängten Decken.
- Deckenmontage mit Befestigungsabständen < 0,8 m.

Bei verdeckter Leitungsverlegung – unter Putz – in Wohngebäuden hat die Leitungsführung gemäß DIN 18015-3 in normierten Zonen zu erfolgen. Durch die Beschränkung der Leitungsverlegung auf diese Zonen soll verhindert werden, dass die  elektrischen Leitungen später versehentlich beschädigt werden. Siehe: Installationszone
Elektro-Installationsrohre müssen der Normenreihe DIN EN 61386 entsprechen. Ab 1900 wurden zur Leitungsverlegung so genannte Bergmannrohre verwendet, die ab etwa 1950 durch die erheblich leichter handhabbaren Evilonrohre verdrängt wurden.
Der Mindestquerschnitt für festverlegte Leistungs- (und Beleuchtungs-) Stromkreise ist gemäß DIN VDE 0100-520, Tabelle 52.2 mit 1,5 mm² Cu festgelegt.

## Aufputz-Installation

Quickschellen

Eine sichtbare Leitungsverlegung wird oft in Kellerräumen, Garagen, Lager- und Produktionshallen, auf dem Dachboden etc. vorgenommen. Heute werden die Leitungen meist in Kunststoffpanzerrohren, Kabelkanälen oder Kabelbühnen bzw. -pritschen geführt. Kabelkanäle oder Kabelbühnen werden gewählt, wenn eine größere Anzahl von Leitungen parallel geführt wird. Da Kabelkanäle unmittelbar entlang der Wandoberfläche verlegt werden können, sind diese am unauffälligsten. Leitungen und Kabel können auch unmittelbar auf Wand oder Fußleiste befestigt werden, z. B. mit Nagelschellen.
Aus optischen Gründen sollten Leitungen auf der Wand nur lotrecht oder waagerecht und an der Decke parallel zu einer Wand verlaufen.

### Installation im Rohr

Rohrinstallation AP

Installationsrohre werden an Wand und Decke meist mit sogenannten Quick- oder Schnappschellen befestigt. Die Schellen werden an die Wand geschraubt oder geklebt. Die abgelängten Rohre können anschließend in die Schnappschellen gedrückt werden.
In die Rohre eingezogene Kabel oder Leitungen liegen an Biegungen frei, sofern keine speziellen Bogen- und Abzweigstücke verwendet werden. Letztere sind auch erforderlich, wenn einzelne Adern in die Rohre gezogen werden.

### Installation im Kabelkanal

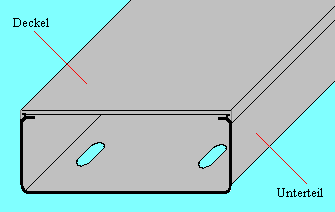
Kabelkanal

Kunststoffkanäle bestehen aus einem U-förmigen, offenen Kanal und einer aufrastbaren Abdeckung. Sie werden mit Säge oder Winkelschleifer auf die benötigte Länge geschnitten. Die Unterteile werden mit Dübeln und Schrauben oder durch Kleben an Wand oder Decke befestigt. Dort, wo ein Kabel den Kanal verlassen soll, wird eine Öffnung in den Kanal geschnitten.

### Installation auf der Kabelbühne

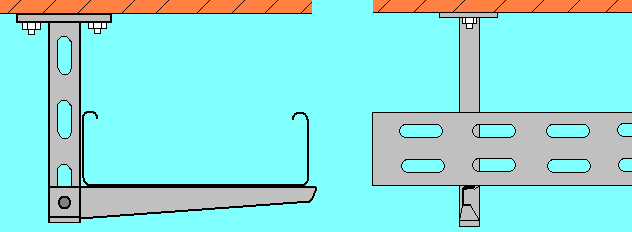
Kabelbühne

Kabelbühnen, Kabelbahnen, Kabeltrassen oder Kabelpritschen werden vielfach in Gewerbe- oder Industriebauten eingesetzt. Sie bestehen aus verzinktem Stahlblech oder glasfaserverstärktem, halogenfreiem Polyester (Ebo) und werden auf an der Decke montierten Hängeschienen oder Wandauslegern befestigt. Kabelbahnen haben den Vorteil, dass weitere Leitungen nachträglich leicht hinzugefügt werden können.
Kabelbühnen, die aus Stahlblech bestehen, müssen als Schutzmaßnahme gegen elektrischen Schlag bei Beschädigungen der Isolation über einen Potentialausgleich in die Schutzmaßnahme Schutzerdung einbezogen werden.

## Beschaffenheit der Kabel und Leitungen
Bei der Auswahl von Kabeln und Leitungen ist neben der Art der Isolation der Querschnitt der einzelnen Adern das wichtigste Entscheidungskriterium. Übliche Leiterquerschnitte für Installationskabel mit Kupferadern sind 0,75 mm², 1,0 mm², 1,5 mm² und 2,5 mm².
Die zulässige Belastung eines bestimmten Leiterquerschnitts hängt von der Verlegeart (siehe weiter unten), der Anzahl belasteter Adern in der Leitung, der maximalen Umgebungstemperatur und der maximal zulässigen Leitertemperatur ab und kann den Tabellen 3, 4, 5 und 6 der DIN VDE 0298-4:2013-06 entnommen werden. In vielen Fällen darf z. B. ein 1,5 mm² nur mit bis zu 15,5 A belastet und daher mit nur 13 A abgesichert werden. Bei der Wahl des Kabels bzw. der Leitung und der Sicherung gilt die Regel, dass der für den jeweiligen Querschnitt und die Anwendung zulässige Maximalstrom mindestens so groß ist wie der Nennwert der Sicherung. Zusätzlich werden Mindestquerschnitte als Kriterium für die mechanische Festigkeit gemäß DIN VDE 0100-520:2013-06, Abschnitt 524, Tabelle 52.2 gefordert. Demnach gilt für die feste Verlegung von Kupferleitungen für Leistungsstromkreise ein Mindestquerschnitt von 1,5 mm². Bei langen Leitungen ist eventuell ein größerer Querschnitt zu verlegen, um den zulässigen Spannungsabfall gemäß DIN VDE 0100-520 Abschnitt 525 und DIN 18015-1 (bzw. auch TAB) nicht zu überschreiten.
Zum Anschluss eines Elektroherdes ist nach DIN 18015-1:2012-04 ein Drehstromanschluss mit einer Strombelastbarkeit von mindestens 20 A vorzusehen (auch wenn dieser nur mit 16 A abgesichert wird). Somit ist zwangsläufig eine 5 × 2,5 mm² Installationsleitung zu verlegen. Der früher häufig verwendete Anschluss mit 5 × 1,5 mm² ist nicht zulässig.

Die Festlegung zur Kennzeichnung von Adern in flexiblen und fest verlegten Leitungen erfolgt ab Oktober 1977 in VDE 0293/DIN 57293, welche 1983, 1988, und 1990 aktualisiert wurde. Das bereits für flexible Leitungen geltende europäische Harmonisierungsdokument 308 wird auf alle Niederspannungskabel erweitert und durch das CENELEC ab Oktober 2001 als HD 308 S2 eingeführt. Der Kabelindustrie wurde der Zeitraum vom 1. Oktober 2001 bis 1. April 2006 gewährt, die Aderfarben ihrer Produkte umzustellen und Lagerbestände von Kabeln mit alter Kennzeichnung abzubauen. Als nationale Umsetzung von HD 308 S2 wurde die VDE 0293-308 im Januar 2003 eingeführt.
|                  | DIN VDE 0293 (bis 1. April 2006 1) flexible Leitung | DIN VDE 0293 (bis 1. April 2006 1) flexible Leitung | DIN VDE 0293 (bis 1. April 2006 1) feste Verlegung | DIN VDE 0293 (bis 1. April 2006 1) feste Verlegung | DIN VDE 0293-308 (ab 1. Januar 2003 2) | DIN VDE 0293-308 (ab 1. Januar 2003 2) |
| mit Schutzleiter | ohne Schutzleiter                                   | mit Schutzleiter                                    | ohne Schutzleiter                                  | mit Schutzleiter                                   | ohne Schutzleiter                      |                                        |
| ---------------- | --------------------------------------------------- | --------------------------------------------------- | -------------------------------------------------- | -------------------------------------------------- | -------------------------------------- | -------------------------------------- |
| 2-adrig          |                                                     |                                                     |                                                    |                                                    |                                        |                                        |
| 3-adrig          |                                                     |                                                     |                                                    |                                                    |                                        |                                        |
| 4-adrig          |                                                     |                                                     |                                                    |                                                    |                                        |                                        |
| 5-adrig          |                                                     |                                                     |                                                    |                                                    |                                        |                                        |

## Besondere Anforderungen
- Für unterschiedliche Spannungsebenen in einer gemeinsamen Kabel- und Leitungsanlage und zum Schutz gegen elektrischen Schlag sind die Forderungen gemäß DIN VDE 0100-520 Abschnitt 528.1 sowie DIN VDE 0100-410 Abschnitt 412.2.4 zu befolgen.
- Für Kabel- und Leitungsanlagen in der Nähe zu Telekommunikationskabeln sind die Forderungen gemäß DIN VDE 0100-520 Abschnitt 528.2 zu befolgen.
- Für Kabel- und Leitungsanlagen in der Nähe zu nicht elektrischen Anlagen sind die Forderungen gemäß DIN VDE 0100-520 Abschnitt 528.3 zu befolgen.
- Für die sichere Trennung der Kabel- und Leitungsanlagen von SELV- und PELV-Stromkreisen von den aktiven Teilen anderer Stromkreise ist DIN VDE 0100-410 Abschnitt 414.4.2 zu befolgen.
- Für Signal und Steuerleitungen in Kabel- und Leitungsanlagen ist die elektromagnetische Verträglichkeit zu anderen Stromkreisen zu prüfen und gegebenenfalls eine örtlich getrennte Verlegung durchzuführen.

## Referenzverlegeart
Die Referenzverlegeart nach DIN VDE 0298-4:2013-06 Tabelle 2 entscheidet bei Kabeln und isolierten Leitungen in Starkstromanlagen für feste Verlegung über die zulässige Belastbarkeit (in Ampere) im ungestörten Betrieb und daraus resultierend den notwendigen Schutz der Leitung gegen Überstrom gemäß DIN VDE 0100-430:2010-10 Abschnitt 433.1.
| Bezeichnung                              | Verlegebedingungen |
| ---------------------------------------- | --- |
| Verlegung in wärmegedämmten Wänden       | |
| A1                                       | Aderleitungen im Elektro-Installationsrohr in einer wärmegedämmten Wand                                                                             |
| A2                                       | Mehradriges Kabel oder mehradrige ummantelte Installationsleitung in einem Elektro-Installationsrohr in einer wärmegedämmten Wand                   |
| Verlegung in Elektro-Installationsrohren | |
| B1                                       | Aderleitungen im Elektro-Installationsrohr auf einer Wand                                                                                           |
| B2                                       | Mehradriges Kabel oder mehradrige ummantelte Installationsleitung in einem Elektro-Installationsrohr auf einer Wand                                 |
| Direkte Verlegung                        | |
| C                                        | Ein- oder mehradriges Kabel oder ein- oder mehradrige ummantelte Installationsleitung auf einer Wand                                                |
| Verlegung im Erdboden                    | |
| D                                        | Mehradriges Kabel oder mehradrige ummantelte Installationsleitung in einem Elektro-Installationsrohr oder in einem Kabelschacht im Erdboden         |
| Verlegung frei in Luft                   | |
| E                                        | Mehradriges Kabel oder mehradrige ummantelte Installationsleitung frei in Luft mit Abstand von mindestens 0,3 × Durchmesser d zur Wand              |
| F                                        | Einadrige Kabel oder einadrige ummantelte Installationsleitungen, mit Berührung, frei in Luft mit Abstand von mindestens 1 × Durchmesser d zur Wand |
| G                                        | Einadrige Kabel oder einadrige ummantelte Installationsleitungen, mit Abstand d, frei in Luft mit Abstand von mindestens 1 × Durchmesser d zur Wand |

Hinweis: Die Begriffe Mantelleitung und Installationsleitung werden hier synonym verwendet. Eine Aderleitung ist einadrig und besitzt im Gegensatz zu einem Kabel oder einer Mantelleitung keine zusätzliche äußere Isolation, so dass sie nur in einem Schutzrohr (Elektroinstallationsrohr) oder Kabelkanal verlegt werden darf.

## Normen
- DIN VDE 0100-410:2007-06; Errichten von Niederspannungsanlagen – Teil 4-41: Schutzmaßnahmen – Schutz gegen elektrischen Schlag
- DIN VDE 0100-520:2013-06; Errichten von Niederspannungsanlagen – Teil 5-52: Auswahl und Errichtung elektrischer Betriebsmittel – Kabel- und Leitungsanlagen.
- DIN VDE 0298-4:2023-06; Verwendung von Kabeln und isolierten Leitungen für Starkstromanlagen – Teil 4: Empfohlene Werte für die Strombelastbarkeit von Kabeln und Leitungen für feste Verlegung in und an Gebäuden und von flexiblen Leitungen
- DIN 18015-1:2012-04; Elektrische Anlagen in Wohngebäuden – Teil 1: Planungsgrundlagen